# Wjatscheslaw Iwanowitsch Trubnikow

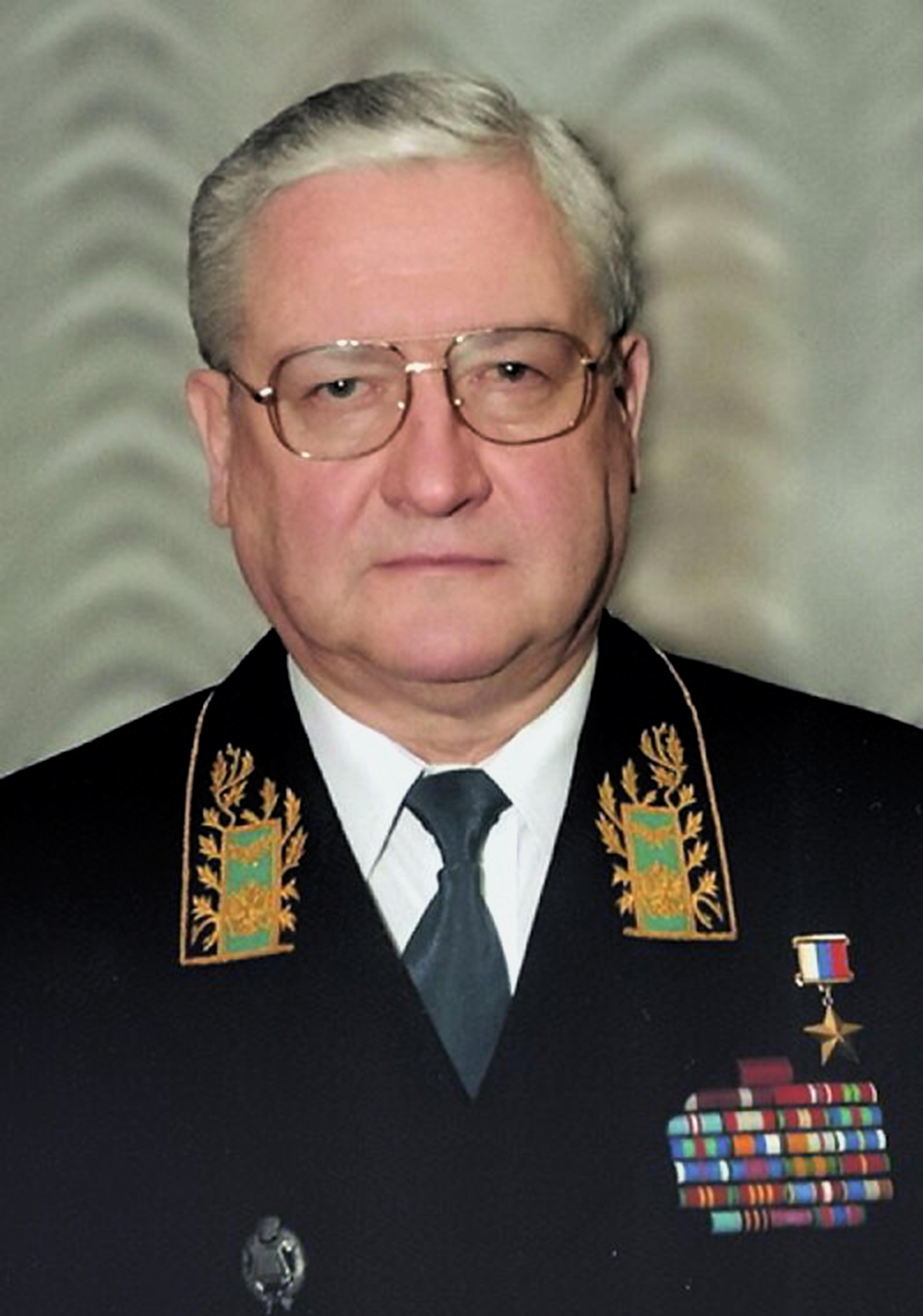
Wjatscheslaw Iwanowitsch Trubnikow, 2017

Wjatscheslaw Iwanowitsch Trubnikow (russisch Вячеслав Иванович Трубников; * 25. April 1944 in Irkutsk; † 18. April 2022) war ein russischer Journalist, Politikwissenschaftler und Diplomat. 1996–2000 war er Direktor des zivilen russischen Auslandsnachrichtendienstes (SWR) und 2000–2004 Erster Stellvertretender Außenminister der Russischen Föderation.

## Leben
Wjatscheslaw Trubnikow wurde 1944 in Irkutsk in einer Arbeiterfamilie geboren. Nach dem Ende des II. Weltkrieges zog seine Familie nach Moskau um, wo Trubnikow die Schule bei der Moskauer Lomonossow-Universität mit einem ausgezeichneten Reifezeugnis im Jahr 1961 beendete. 1967 absolvierte er das Staatliche Moskauer Institut für Internationale Beziehungen.
1967-1992 arbeitete Trubnikow bei dem Komitee für Staatssicherheit der UdSSR, darunter auf Posten in Indien und Bangladesch.
Vom 1992 bis 1996 war Trubnikow der erste stellvertretende Direktor des russischen Auslandsnachrichtendienstes SWR und von 1996 bis 2000 Direktor von SWR. In dieser Funktion war er auch Mitglied des Sicherheitsrates der Russischen Föderation.
Vom Juni 2000 bis Juli 2004 war Trubnikow der erste stellvertretende Außenminister der Russischen Föderation, anschließend bis Oktober 2009 war er außerordentlicher und bevollmächtigter Botschafter Russlands in Indien.
Ab Oktober 2009 war Trubnikow beim Institut für Weltwirtschaft und Internationale Beziehungen der Russischen Akademie der Wissenschaften als Berater tätig. Er war Mitglied im Expertenrat des Zentrums für politische Forschungen Russlands und hatte einen Sitz im Führungsgremium des European Leadership Network.

## Familie
Wjatscheslaw Trubnikow war verheiratet und Vater einer Tochter.